# مایا زنبور عسل

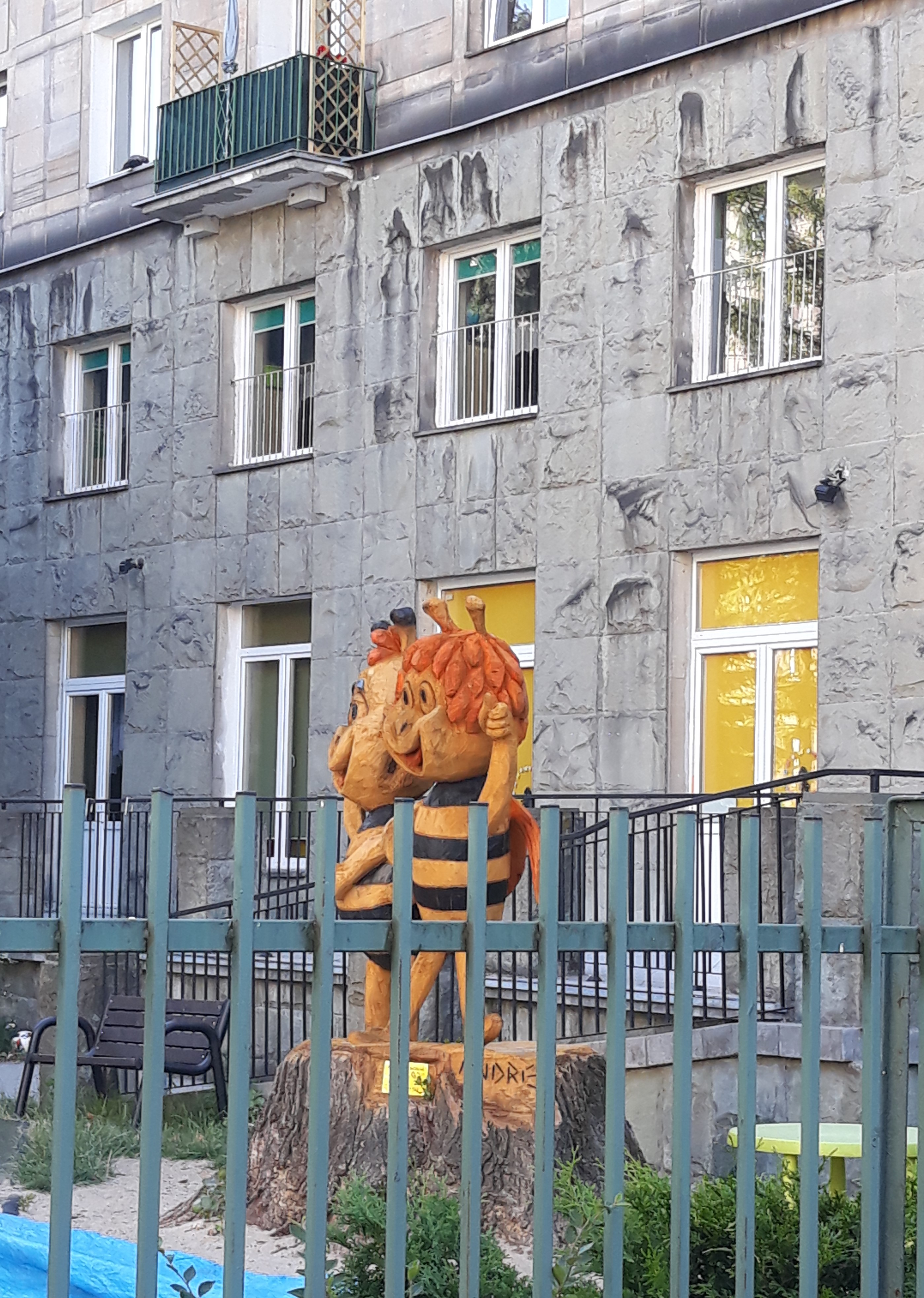
کتاب کمیک مایا زنبور عسل

مایا زنبور عسل یک سری کتاب کمیک استریپ کودکان است. این اثر در سال ۱۹۱۲ توسط والدمر بانسلس آلمانی خلق شده‌است. انیمه نیک و نیکو بر اساس همین داستانها ساخته شده است.